# سام دستیاری
سام دستیاری (زادهٔ ۱۳۶۳ در ساری) از جوان‌ترین سناتورهای تاریخ استرالیا بود که بخاطر اتهامات مالی و حمایت از سیاست‌های کشور چین از مجلس سنا استعفا داد.

## اوایل زندگی
او در ساری استان مازندران متولد شد و در ۵ سالگی به همراه والدینش که از فعالان دانشجویی انقلاب ۱۳۵۷ ایران بودند؛ به استرالیا مهاجرت کرد.

## فعالیت‌های سیاسی
دستیاری دارای مدرک در رشته علوم سیاسی است و در دانشگاه به حزب کارگر پیوست. او به عنوان رهبر جوانان این حزب فعالیت کرد و توانست به عنوان اولین ایرانی‌تبار در سن ۳۰ سالگی به عنوان یکی از افراد موفق در عرصه سیاسی، از ایالت نیو ساوت ولز به سنای استرالیا راه یابد. وی در حزب کارگر تا مقام معاونت حزب رشد یافت. در سال ۲۰۱۷ به دنبال جنجال مربوط به حمایت از چین در خصوص دریای چین و ارتباطش با یک تاجر چینی از مجلس سنا کناره‌گیری کرد. در فایل منتشره شده از سخنان وی، دستیاری از چین در خصوص عدم قبول احکام  صادره از دادگاه بین‌المللی در مورد دریای جنوبی چین حمایت کرد.
وی پیش از این موضوع متهم شده بود که از یک تاجر چینی در خصوص مبارزات انتخاباتی کمک مالی دریافت کرده بود تا از منابع چین در استرالیا حمایت کند.